# Diadegma nigrifemur
Diadegma nigrifemur är en stekelart som först beskrevs av André Seyrig 1927.  Diadegma nigrifemur ingår i släktet Diadegma och familjen brokparasitsteklar. Inga underarter finns listade i Catalogue of Life.